# Chlauno
Chlauno (biał. Хляўно; ros. Хлевно, pol. hist. Chlewno) – wieś na Białorusi, w obwodzie homelskim, w rejonie kormańskim, w sielsowiecie Licwinawiczy.

## Historia
W XIX i w początkach XX w. położone było w Rosji, w guberni mohylewskiej, w powiecie bychowskim, w gminie Bycz. Znajdowała się tu wówczas parafialna cerkiew prawosławna. Następnie w granicach Związku Sowieckiego. Od 1991 w niepodległej Białorusi.